# Domanice (gmina)
Domanice – gmina wiejska w województwie mazowieckim, w powiecie siedleckim. Powstała 5 kwietnia 1991. W latach 1991–1998 gmina położona była w województwie siedleckim.
Siedziba gminy to Domanice.
Według danych z 30 czerwca 2004 gminę zamieszkiwało 2721 osób.
Przy szkole w Domanicach Kolonii mieści się boisko sportowe "Orlik Moje Boisko".
20 czerwca 2012 roku zaczęto budowę nowej drogi asfaltowej biegnącej przez wieś Domanice.

## Struktura powierzchni
Według danych z roku 2002 gmina Domanice ma obszar 46,87 km², w tym:
- użytki rolne: 77%
- użytki leśne: 16%

Gmina stanowi 2,92% powierzchni powiatu.

## Demografia

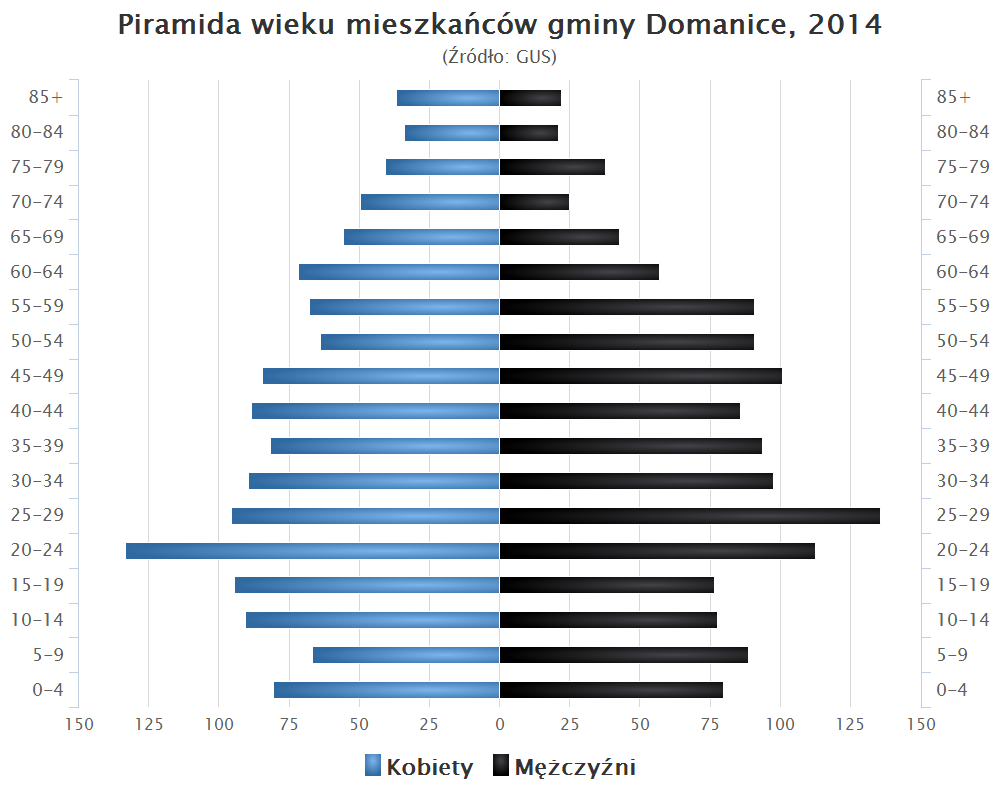
Piramida wieku mieszkańców gminy Domanice w 2014 roku

Dane z 30 czerwca 2004:
| Opis                              | Ogółem | Ogółem | Kobiety | Kobiety | Mężczyźni | Mężczyźni |
| --------------------------------- | ------ | ------ | ------- | ------- | --------- | --------- |
| jednostka                         | osób   | %      | osób    | %       | osób      | %         |
| populacja                         | 2721   | 100    | 1355    | 49,8    | 1366      | 50,2      |
| gęstość zaludnienia (mieszk./km²) | 58,1   | 58,1   | 28,9    | 28,9    | 29,1      | 29,1      |

## Sołectwa
Czachy, Domanice, Domanice-Kolonia, Emilianówka, Kopcie, Olszyc-Folwark, Olszyc Szlachecki, Olszyc Włościański, Pieńki, Podzdrój, Przywory Duże, Przywory Małe, Śmiary-Kolonia, Zażelazna.

## Sąsiednie gminy
Łuków, Skórzec, Stoczek Łukowski, Wiśniew, Wodynie